# Погребальный саркофаг Михо
Погребальный саркофаг Михо представляет собой погребальный памятник периода Северных Династий (439-589 гг. н. э.) согдийскому дворянину и чиновнику в северном Китае. Гробница сейчас находится в коллекции Музея Михо. Его структура аналогична конструкции погребального саркофага Аньяна. Он был датирован примерно 570 годом нашей эры. Ходят слухи, что его раскопали в Тайюане в 1980-х годах, прежде чем продать на американском арт-рынке.

## Гробница
Каменный саркофаг состоит из 11 каменных плит и 2 надвратных столбов, украшенных рельефами, изображающими жизнь умершего и сцены загробного мира. В рельефах появляются многие элементы зороастризма.
Владелец гробницы, вероятно, ведал коммерческими делами иностранных купцов из Средней Азии, ведущих дела в Китае, а также зороастрийскими делами. Вероятно, он носил официальный китайский титул «сабао» (薩保, «защитник, страж», производный от согдийского слова s'rtp'w, «лидер каравана»), используемый для назначенных правительством лидеров согдийской иммигрантско-торговой общины.

## Этнографические аспекты
Многочисленные тюркские мужчины появляются на рельефах погребального саркофага Михо. Что касается гробницы Ань Цзя, то изображения в гробнице показывают вездесущность тюрков (во времена Первого тюркского каганата), которые, вероятно, были главными торговыми партнерами согдийских купцов. Эфталиты практически отсутствуют в гробнице Ань Цзя, но появляются на четырёх панелях погребального саркофага Михо с несколько карикатурными чертами и характеристиками вассалов тюрок. К тому времени эфталитов, вероятно, сменила тюркская гегемония (они были уничтожены союзом государства Сасанидов и тюрок между 556 и 560 годами н. э.). Напротив, показана вездесущность эфталитов в гробнице Виркака, который, хотя и умер в то же время, что и Ань Цзя, был намного старше в 85 лет: поэтому Виркак, возможно, в основном имел дело с эфталитами в годы своей активности.

## Внешние ссылки
- Погребальный саркофаг Михо (музей Михо)